# 四次元 Four Dimensions
《四次元 Four Dimensions》，是日本樂團Mr.Children的第27張單曲。2005年6月29日發行。

## 簡介
是Mr.Children第二張多A面單曲，唯一的一張4A面單曲。收錄的四首A面歌均是有優秀商業搭配。單曲名稱「四次元 Four Dimensions」並非任何一首歌的歌名，而是表示四首歌都是缺一不可的主打歌。
不過由於收錄A面曲過多，這張單曲被日本唱片協會界定分類為專輯。
初動銷量達56.9萬張，是Mr.Children自《無盡的旅程》以來首次初動上50萬張，也是2005年度日本單曲最高的初動銷量。年度銷量高達92.4萬張，僅以些微差距落後於修二與彰的《青春Amigo》（94.5萬）和決明子的《櫻花》（94.2萬），是年度單曲銷量第3位。
最終出貨量突破100萬張，總銷量為92.6萬張，是Mr.Children在2000年代銷量最高的單曲。

## 收錄曲目
1. 未来
作詞、作曲：櫻井和壽；編曲：小林武史 & Mr.Children
大塚製藥飲料產品「寶礦力水特」的廣告歌，廣告由綾瀨遙和平岡祐太出演
2. and I love you
作詞、作曲：櫻井和壽；編曲：小林武史 & Mr.Children
日清食品方便麵產品「Cup Noodle」的廣告歌
專輯《I ♥ U》的主打歌，歌曲原型是專輯《Q》的曲目《Hallelujah》
3. Running High（ランニングハイ）
作詞、作曲：櫻井和壽；編曲：小林武史 & Mr.Children
東映系電影《Fly,Daddy,Fly》的主題曲，岡田準一主演
4. Yoidon（ヨーイドン）
作詞、作曲：櫻井和壽；編曲：小林武史 & Mr.Children
富士系兒童教育節目《Ponkikkiizu》和《GACHAGACHA PONG!》的主題曲
四首歌中唯一沒有收入專輯《I ♥ U》中的歌，也尚未收入在任何一張專輯裡。
5. Yoidon (instrumental)

## 外部連結
- 唱片介紹（页面存档备份，存于） Mr.Children官方網站